# Paractenodia
Paractenodia là một chi bọ cánh cứng trong họ Meloidae.
Chi này được miêu tả khoa học năm 1904 bởi Péringuey.

## Các loài
Các loài trong chi này gồm:
- Paractenodia glabra Kaszab, 1969
- Paractenodia parva Péringuey, 1904